# Agetocera biclava
Agetocera biclava es un coleóptero de la familia Chrysomelidae.
Fue descrita científicamente por primera vez en 2005 por Zhang & Yang.